# 统一叙利亚共产党
统一叙利亚共产党（直译：「叙利亚共产党（统一）」）是叙利亚的一个非法的共产主义政党。该党原名叙利亚共产党，为区别于叙利亚共产党（巴格达什派），又被称作叙利亚共产党（费萨尔派）。

## 历史
该党产生于1986年叙利亚共产党的分裂，由优素福·费萨尔领导的改革派形成。该党曾参加全国进步阵线。
在2000年的大马士革之春后，该党出版《光明报》。
2011年3月，该党召开第十一次代表大会，哈尼姆·尼米尔出任第一书记。在2012年叙利亚议会选举中，该党赢得250个席位中的3个。
阿萨德政权垮台后，该党于2025年1月29日被叙利亚过渡政府取缔。